# 藤田安男
藤田 安男（ふじた やすお）は、日本の俳優、声優。

## 出演

### 映画
- 九時間の恐怖（1957年）
- 誘惑からの脱出（1957年）
- 赤い波止場 - 安雄（1958年）
- 紅の翼 - 沖山武春（1958年）
- 太閤記（1958年）
- 女を忘れろ（1959年）
- 風のある道 - 茂太（1959年）
- 東京ロマンス・ウェイ（1959年）
- 伴淳の駐在日記 - 一郎（1960年）

### バラエティー番組
- お笑い三人組（1958年）

### テレビアニメ
1979年
- ドラえもん（テレビ朝日版第1期）（うそつきかがみ、ナゾのおじさん）

### 劇場アニメ
1981年
- フリテンくん

### その他
- 理科教室小学校3年生（1977年4月 - 1982年3月）